# Zezinho (futebolista)
Moyses Ferreira Alves, mais conhecido como Zezinho (Vitória, 2 de junho de 1930 — Vitória, 14 de agosto de 1980) foi um futebolista brasileiro que jogava como atacante.

## Biografia
Zezinho iniciou sua carreira em 1947, no Rio Branco de Vitória, onde foi campeão estadual daquele ano e artilheiro do campeonato, com 8 gols em 8 jogos.
Chegou ao Botafogo em 1948 e sagrou-se campeão carioca logo no mesmo ano, atuando em 1 jogo da campanha. Estreou no time principal em jogo amistoso, no dia 14 de março de 1948, na derrota para o América-MG por 3x2.
Em 1954, atuou pelo Flamengo, onde fez 21 partidas e marcou 6 gols.
No São Paulo, o atacante Zezinho foi o artilheiro do clube no Campeonato Paulista (FPF) em 1956, com dezesseis gols. Nessa temporada de 1956, Zezinho quase atingiu a marca de um gol por partida, em sua média na temporada, marcou 47 gols em 51 jogos.
Ainda em 1956, fez 3 partidas pela Seleção Brasileira e marcou um gol, contra o Peru.
Pelo Tricolor, fez 82 jogos, com 52 vitórias, 14 empates, 16 derrotas, com um total de 66 gols.
Chegou ao Corinthians em 1958, vindo da Portuguesa. Estreou em 15 de março, na vitória sobre o Palmeiras por 2 a 1, em partida válida pelo Torneio Rio-São Paulo. Ao todo, disputou 23 jogos pelo Timão e marcou sete gols.
Quando encerrou sua carreira, tornou-se cronista esportivo no Espírito Santo, até seu falecimento em 1980.
Em 2025, foi homenageado com a biografia Zezinho - O Intrépido Demolidor de Defesas.

### Títulos
Rio Branco-ES
- Campeonato Capixaba: 1947

Botafogo
- Campeonato Carioca: 1948[4][5]

Santos
- Campeonato Paulista: 1960

#### Artilharia
- Campeonato Capixaba: 1947 - 8 gols (Rio Branco)
- Campeonato Paulista: 1956 - 16 gols (São Paulo)[13][7]
- 17° Maior artilheiro do Botafogo: 110 gols